# Meteorus alboannulatus
Meteorus alboannulatus är en stekelart som beskrevs av Sergey A. Belokobylskij 1987. Meteorus alboannulatus ingår i släktet Meteorus och familjen bracksteklar. Inga underarter finns listade i Catalogue of Life.